# Château Langoa Barton
Le château Langoa Barton, est un domaine viticole situé à Saint-Julien-Beychevelle en Gironde. En appellation saint-julien, il est classé troisième grand cru dans la classification officielle des vins de Bordeaux de 1855.

## Histoire

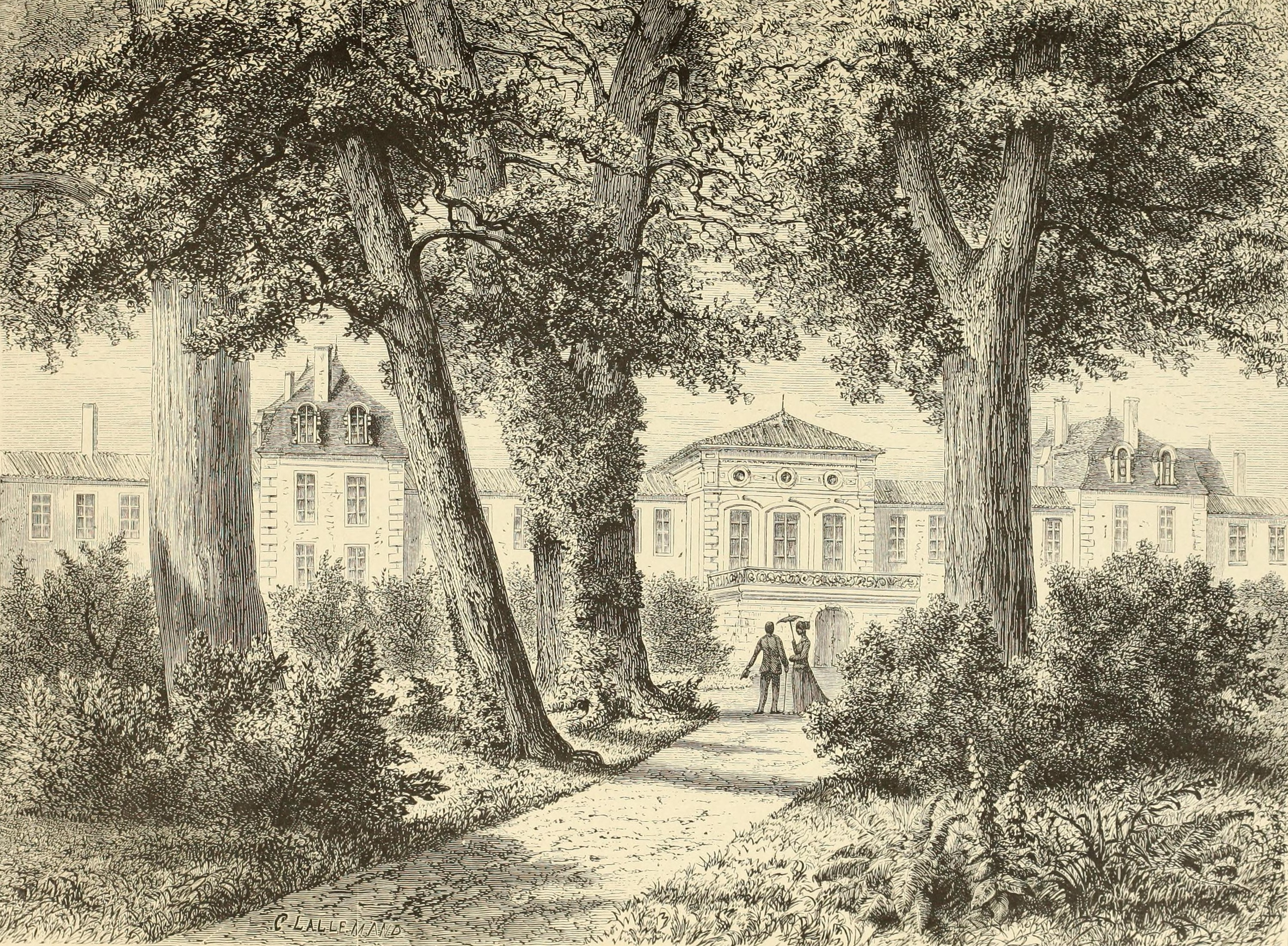
Illustration du château Langoa Barton en 1838.

Le château Langoa Barton a été acquis en 1821 par Hugh Barton (associé de Daniel Guestier dans la maison de négoce Barton & Guestier), petit-fils de Thomas Barton (un Irlandais qui fit fortune dans le négoce de vins). Le château est aujourd'hui toujours dans la famille Barton puisqu'en 1983, Anthony Barton, descendant de Thomas et Hugh, prend la direction du domaine.

## Terroir
Le sol est composé de graves sur un sous-sol argilo-sableux. Sur 20 hectares de vignes, l’encépagement est constitué à 57 % de cabernet sauvignon, 34 % merlot et de 9 % cabernet franc.

## Vins

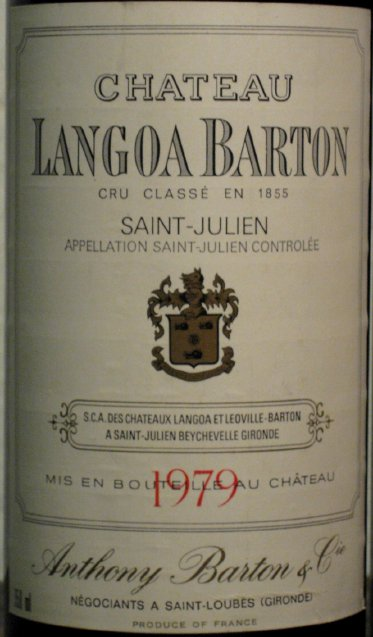
Étiquette de château Langoa Barton, millésime 1979.

Les chais de Langoa Barton sont partagés avec le Château Léoville Barton. Le domaine produit environ 80 000 bouteilles par an.